# Індепенденца (Констанца)
Індепенденца (рум. Independența) — село у повіті Констанца в Румунії. Адміністративний центр комуни Індепенденца.
Село розташоване на відстані 167 км на схід від Бухареста, 50 км на південний захід від Констанци.

## Населення
За даними перепису населення 2002 року у селі проживала 1291 особа.
Національний склад населення села:
| Національність | Кількість осіб | Відсоток |
| -------------- | -------------- | -------- |
| румуни         | 964            | 74,7%    |
| татари         | 281            | 21,8%    |
| турки          | 44             | 3,4%     |

Рідною мовою назвали:
| Мова      | Кількість осіб | Відсоток |
| --------- | -------------- | -------- |
| румунська | 969            | 75,1%    |
| татарська | 280            | 21,7%    |
| турецька  | 42             | 3,3%     |